# Crispiniano Anzaldo Calleros
El Coronel J. Crispiniano Anzaldo Calleros fue un militar mexicano que participó en la Revolución mexicana. Nació en 1895 en Zacoalco de Torres, Jalisco. Se inició en la milicia en la Escuela Militar de Aspirantes, de donde salió como subteniente del 8o. Batallón de Línea. Después de los sucesos de la Ciudadela conocidos como la Decena Trágica ascendió a Capitán; ya siendo coronel se incorporó al obregonismo. Leal a este en 1920, en su lucha con Venustiano Carranza, luego tuvo el mando de un Batallón en Sayula, Autlán de Navarro y San Gabriel (Jalisco). Se adhirió a la Rebelión delahuertista en 1923, con el General Enrique Estrada. Estuvo en la Batalla de Ocotlán. Retirado del ejército, se dedicó a la agricultura en Sinaloa. Falleció en La Cruz, Sinaloa en 1926.